# Novaeratitae
Novaeratitae là một nhánh chim ban đầu được xác định là chứa các tổ tiên chung gần đây của các bộ Casuariiformes (đà điểu Emu và đà điểu đầu mào) và Apterygiformes (kiwi). Gần đây, các nhà nghiên cứu đã xác định rằng loài chim voi thuộc bộ tuyệt chủng Aepyornithiformes là họ hàng gần nhất của chim kiwi, và do đó trở thành một phần của nhóm này. Điều này cho thấy là các loài thuộc phân thứ lớp Palaeognathae đã mất khả năng bay một cách độc lập trong mỗi nhóm, vì chim voi là loài duy nhất của nhánh này được tìm thấy bên ngoài châu Đại Dương.